# 远东裸腹蚤
远东裸腹蚤（学名：Moina weismanni）为裸腹蚤科裸腹蚤属的动物。分布于日本、印度以及中国大陆的北京、吉林等地，常栖息于水潭和水稻田中。